# Urolophus circularis
Urolophus circularis é uma espécie de peixe da família Urolophidae.
É endémica da Austrália.
Os seus habitats naturais são: mar costeiro e pradarias aquáticas subtidais.